# Sergej Ćetković
Sergej Ćetković (ur. 8 marca 1976 w Titogradzie) – czarnogórski piosenkarz i autor tekstów.

## Kariera
Urodził się w dawnej Jugosławii. W wieku siedmiu lat był najmłodszym członkiem czarnogórskiego zespołu Vatrena srca, w którym śpiewał i grał na pianinie. Kształcił się w szkole muzycznej Vasa Pavic. W 1986 roku zajął drugie miejsce podczas festiwalu Our Joy.
Począwszy od  1989 roku występował w grupie muzycznej Burning Heart, zaś od 1994 roku należał do formacji Amphitheatre. Solową karierę muzyczną rozpoczął w 1998 roku, śpiewając na festiwalu Sunčane Skale w Hercegu Novim, na którym wykonał utwór „Bila si ruža”.
W grudniu 2000 roku wydał swój debiutancki album Kristina, wydany nakładem wydawnictwa muzycznego Goroton. W tym samym roku wystąpił na festiwalu Pjesma Mediterana w Budvie, zdobywając pozytywne opinie od publiczności i krytyków muzycznych.
W 2004 roku brał udział w eliminacjach do 49. Konkursu Piosenki Eurowizji z utworem „Ne mogu da ti oprostim”. W 2007 roku zainteresowanie występami Sergeja Ćetkovicia było tak duże, że zostały sprzedane wszystkie bilety na jego trasę koncertową po Serbii i Czarnogórze, w związku z czym artysta był zmuszony zorganizować dodatkowe koncerty.
Jako inspiracje dla swojej muzyki wokalista wymienia takich artystów, jak Joe Cocker, Peter Gabriel czy zespół The Beatles.
W 2014 roku został wybrany na reprezentanta Czarnogóry podczas 59. Konkursu Piosenki Eurowizji z utworem „Moj svijet”. Wokalista wystąpił 6 maja w pierwszym koncercie półfinałowym jako piętnasty w kolejności i awansował do finału konkursu, który odbył się 10 maja. Tym samym, został pierwszym reprezentantem Czarnogóry, który tego dokonał. W finale zajął ostatecznie 19. miejsce, zdobywając 37 punktów, w tym maksymalne noty 12 punktów od Armenii i Macedonii.

## Życie prywatne
Od 1998 jest żonaty z Kristiną. W marcu 2010 urodziła im się córka.

## Dyskografia
Opracowano na podstawie materiału źródłowego.
Albumy studyjne:
- 2000: Kristina
- 2002: Budi mi voda
- 2005: Kad ti zatreba
- 2008: Pola moga svijeta
- 2010: 2 minuta

Albumy kompilacyjne:
- 2005: The best of
- 2007: Sergej Live
- 2011: Balade